# Napier Sabre
Napier Sabre var en 24-cylindrig H-motor som konstruerades av Frank Halford och tillverkades av Napier & Son under 1940-talet.
Under 1920-talet började Napier & Son att arbeta på en ersättare för sin populära motor Napier Lion, som när den introducerades 1917 var världens starkaste flygmotor. För att åstadkomma en så kompakt motor som möjligt inriktade man sig på H-motorer. Nackdelen med att bygga starka motorer var att det var svårt att bygga dem lätta, och eftersom en stark motor också kräver mer bränsle nådde man snart ett tak där det inte längre lönade sig att bygga starkare motorer såvida man inte samtidigt lyckades uppnå en högre specifik effekt, helst runt 45 kW/l. Det var först 1927 som Harry Ricardo publicerade en studie som visade på att slidventiler kunde tillåta bättre flöde genom motorn är traditionella toppventiler. Med slidventiler skulle en motor kunna göras lättare och samtidigt utveckla mer effekt. Ungefär samtidigt som Ricardo började arbeta på en slidmotor för Bristol började Halford arbeta på en för Napier. Han utgick från den tidigare H-24-motorn Napier Dagger och gav den nya cylinderblock samtidigt som han vände på den så att cylinderbankarna nu låg horisontellt. Den första Sabre-motorn testkördes första gången i januari 1938 och utvecklade då 1 350 hk. I mars hade man nått upp i 2 000 hk och i juni kunde man hålla den effekten i 100 timmar vilket var Luftministeriets krav. Som en jämförelse utvecklade den samtida Rolls-Royce Merlin 50 % av effekten trots att den hade 75 % av slagvolymen.
Övergången från de handbyggda prototyperna till serietillverkning var dock problematisk. Sliderna fastnade vilket gjorde att motorn skar, något som ledde till förlusten av den enda prototypen av Martin-Baker MB 3. De problemen åtgärdades genom läppning och nitridbehandling, men dålig kvalitetskontroll fortsatte att ge motorn dåligt rykte. Problemen upphörde när English Electric köpte upp Napier & Son i december 1942 och införde hårdare kvalitetskontroll. År 1944 lanserades modellen Sabre V som var betydligt mer tillförlitlig än tidigare modeller och som gjorde att Hawker Typhoon helt ersattes av Hawker Tempest. Dess enstegskompressor gjorde att effekten avtog med höjden, men under 6 000 meter var Tempest jämbördig med Focke-Wulf Fw 190 och kunde till och med ta upp kampen med den jetdrivna Messerschmitt Me 262. Den ultimata modellen Sabre VIII kunde producera över 3 000 hk, men den blev klar först efter krigsslutet. Den var ett av motoralternativen till Hawker Sea Fury, men den fick Bristol Centaurus i stället. Vidareutvecklade prototyper kunde utveckla 3 800 hk och var fullt jämförbara med den dubbelt så stora Pratt & Whitney Wasp Major.

## Varianter
- Sabre I – 2 000 hk (1 490 kW).
- Sabre II – 2 200 hk (1 640 kW).
- Sabre IIA – 2 235 hk (1 665 kW). Använd i Hawker Typhoon Mk.IA och Mk.1B.
- Sabre IIB – 2 400 hk (1 790 kW). Använd i Hawker Tempest Mk.V.
- Sabre III – 2 250 hk (1 680 kW). Avsedd för Blackburn Firebrand.
- Sabre IV – 2 240 hk (1 670 kW) med bränsleinsprutning. Använd i Hawker Tempest Mk.I.
- Sabre V – 2 600 hk (1 940 kW) med ny kompressor.
- Sabre VA – 2 600 hk (1 940 kW). Sabre V med samma bränsleinsprutning som Sabre IV. Använd i Hawker Tempest Mk.VI.
- Sabre VI – 2 310 hk (1 720 kW). Använd på försök i Hawker Tempest Mk.V och Vickers Warwick.
- Sabre VII – 2 310 hk (1 720 kW). Med vatten/metanol-insprutning 3 055 hk (2 278 kW).
- Sabre VIII – 3 000 hk (2 240 kW). Avsedd för Hawker Sea Fury.